# Trabireiter
Trabireiter ist eine Band aus Erfurt, die 1994 gegründet wurde.

## Geschichte
Die Musik der Band verwendet Elemente aus Punk, Rock, Oi! und Metal. Sie spielt sowohl ernste Titel (Der Tod, Heroin) als auch ironische und eher scherzhafte (Ich werd’ jetzt schwul, Devot, Meine Freundin). 2011 gab die Band ihre Auflösung bekannt. Im Februar 2015 gab die Band ihre Neugründung über Facebook bekannt. Zwei der vier Bandmitglieder (Heiko Hendrix und Torsten Presley) entstammen der alten Bandbesetzung.

## Kontroverse
Die Band wurde teilweise unter Rechtsrock eingeordnet. Einer ihrer Musiker war in der DDR Gründungsmitglied der Rechtsrock-Band Brutale Haie. Der erste, 1992 erschienene Tonträger wies rechte Texte auf. Bei einem Auftritt im Jahr 1996 mit den Bands Rabauken und Chaoskrieger soll das Publikum das Horst-Wessel-Lied gesungen haben. In einem Überblicksband zu Skinheads aus dem Jahr 2002 wurde die Band hingegen als unpolitisch angesehen.
Zudem hat sich die Band klar von politischen Extremen distanziert.

## Diskografie

### Studioalben
- 1994: Trabi ist Trumpf [Single/Mini-CD] (Dim Records)
- 1996: Die letzten Asphaltcowboys (Dim Records)
- 1998: Emotions (Walzwerk Records)
- 2001: Wir sind die Kings (Psycho T Records)
- 2005: Seid lieb! (PsychoT Records)
- 2011: Best Of (PsychoT Records)
- 2018: Assiherzen

### DVD
- 2011 Schnauzen unter sich (PsychoT Records)

### Live
- 2007 Im Centrum – Live in Erfurt (PsychoT Records)

### Wiederveröffentlichung
- 1998: Emotions (PsychoT Records)
- 2001: 2 in 1 (Dim Records)
- 2007: Knightrider [Trabi ist Trumpf + Die letzten Asphaltcowboys] (PsychoT Records)